# Résultats détaillés des championnats du monde d'athlétisme 2003
Résultats détaillés des Championnats du monde d'athlétisme 2003 de Paris-Saint-Denis.
| Courses: 100 m - 200 m - 400 m - 800 m - 1 500 m - 5 000 m - 10 000 m - Marathon Obstacles: 100 m haies - 110 m haies - 400 m haies - 3 000 m steeple Marche: 20 km - 50 km Sauts: Hauteur - Longueur - Triple saut - Perche Lancers: Javelot - Disque - Poids - Marteau Relais: 4 × 100 m - 4 × 400 m Epreuves combinées: Décathlon - Heptathlon Légende |

## Résultats

### 100 m
| Rang | Pays                       | Athlète          | Performance  |
| ---- | -------------------------- | ---------------- | ------------ |
| 1    | Saint-Christophe-et-Niévès | Kim Collins      | 10 s 07      |
| 2    | Trinité-et-Tobago          | Darrel Brown     | 10 s 08      |
| 3    | Royaume-Uni                | Darren Campbell  | 10 s 08 (SB) |
| 4    | États-Unis                 | Bernard Williams | 10 s 13      |
| 5    | Nigeria                    | Deji Aliu        | 10 s 21      |
| 6    | Nigeria                    | Uchenna Emedolu  | 10 s 22      |
| 7    | États-Unis                 | Tim Montgomery   | DQ           |
| 8    | Royaume-Uni                | Dwain Chambers   | DQ           |

| Rang | Pays       | Athlète          | Performance  |
| ---- | ---------- | ---------------- | ------------ |
| 1    | États-Unis | Torri Edwards    | 10 s 93 (PB) |
| 2    | Bahamas    | Chandra Sturrup  | 11 s 02      |
| 3    | Grèce      | Ekateríni Thánou | 11 s 03 (SB) |
| 4    | France     | Christine Arron  | 11 s 06      |
| 5    | Jamaïque   | Aleen Bailey     | 11 s 07 (PB) |
| 6    | États-Unis | Gail Devers      | 11 s 11 (SB) |
|      | États-Unis | Kelli White      | DQ           |
|      | Ukraine    | Zhanna Block     | DQ           |

### 200 m
| Rang | Pays        | Athlète            | Temps   |
| ---- | ----------- | ------------------ | ------- |
| 1    | États-Unis  | John Capel         | 20 s 30 |
| 2    | États-Unis  | Darvis Patton      | 20 s 31 |
| 3    | Japon       | Shingo Suetsugu    | 20 s 38 |
| 4    | Royaume-Uni | Darren Campbell    | 20 s 39 |
| 5    | Maurice     | Stéphane Buckland  | 20 s 41 |
| 6    | États-Unis  | Joshua J. Johnson  | 20 s 47 |
| 7    | Namibie     | Frankie Fredericks | 20 s 47 |
| 8    | Nigeria     | Uchenna Emedolu    | 20 s 62 |

| Rang | Pays        | Athlète                  | Temps        |
| ---- | ----------- | ------------------------ | ------------ |
| 1    | Russie      | Anastasiya Kapachinskaya | 22 s 38 (PB) |
| 2    | États-Unis  | Torri Edwards            | 22 s 47      |
| 3    | France      | Muriel Hurtis            | 22 s 59      |
| 4    | Ukraine     | Zhanna Block             | 22 s 92      |
| 5    | Jamaïque    | Beverly McDonald         | 22 s 95      |
| 6    | Biélorussie | Natallia Safronnikava    | 22 s 98      |
| 7    | Ukraine     | Anzhela Kravchenko       | 23 s 00      |
| 8    | États-Unis  | Kelli White              | DQ           |

### 400 m
| Rang | Pays       | Athlète           | Temps        |
| ---- | ---------- | ----------------- | ------------ |
| 1    | États-Unis | Tyree Washington  | 44 s 77      |
| 2    | France     | Marc Raquil       | 44 s 79 (NR) |
| 3    | Jamaïque   | Michael Blackwood | 44 s 80      |
| 4    | France     | Leslie Djhone     | 44 s 83 (PB) |
| 5    | Maurice    | Éric Milazar      | 45 s 17      |
| 6    | Grenade    | Alleyne Francique | 45 s 48      |
| 7    | États-Unis | Calvin Harrison   | DQ           |
| 8    | États-Unis | Jerome Young      | DQ           |

| Rang | Pays        | Athlète                  | Temps        |
| ---- | ----------- | ------------------------ | ------------ |
| 1    | Mexique     | Ana Guevara              | 48 s 89 (WL) |
| 2    | Jamaïque    | Lorraine Fenton          | 49 s 43 (SB) |
| 3    | Sénégal     | Amy Mbacke Thiam         | 49 s 95 (SB) |
| 4    | Russie      | Natalya Nazarova         | 49 s 98      |
| 5    | Bahamas     | Tonique Williams-Darling | 50 s 38      |
| 6    | Russie      | Olesya Zykina            | 50 s 59      |
| 7    | Royaume-Uni | Lee McConnell            | 51 s 07      |
| 8    | Russie      | Svetlana Pospelova       | 51 s 30      |

## 800 m
| Rang | Pays           | Athlète                  | Performance   |
| ---- | -------------- | ------------------------ | ------------- |
| 1    | Algérie        | Djabir Said-Guerni       | 1 min 44 s 81 |
| 2    | Russie         | Yuriy Borzakovskiy       | 1 min 44 s 84 |
| 3    | Afrique du Sud | Mbulaeni Mulaudzi        | 1 min 44 s 90 |
| 4    | Danemark       | Wilson Kipketer          | 1 min 45 s 23 |
| 5    | Italie         | Andrea Longo             | 1 min 45 s 43 |
| 6    | Kenya          | Justus Koech             | 1 min 45 s 63 |
| 7    | Afrique du Sud | Hezekiél Sepeng          | 1 min 45 s 74 |
| 8    | Brésil         | Osmar Barbosa dos Santos | 1 min 46 s 28 |

| Rang | Pays        | Athlète                | Performance   |
| ---- | ----------- | ---------------------- | ------------- |
| 1    | Mozambique  | Maria Mutola           | 1 min 59 s 89 |
| 2    | Royaume-Uni | Kelly Holmes           | 2 min 00 s 18 |
| 3    | Russie      | Natalya Khrushchelyova | 2 min 00 s 29 |
| 4    | Maroc       | Amina Ait Hammou       | 2 min 01 s 09 |
| 5    | Allemagne   | Claudia Gesell         | 2 min 01 s 84 |
| 6    | Canada      | Diane Cummins          | 2 min 02 s 48 |
| 7    | Ghana       | Akosua Serwaa          | 2 min 03 s 24 |
| 8    | Autriche    | Stephanie Graf         | DNS           |

## 1 500 m
| Rang | Pays     | Athlète             | Temps              |
| ---- | -------- | ------------------- | ------------------ |
| 1    | Maroc    | Hicham El Guerrouj  | 3 min 31 s 77      |
| 2    | France   | Mehdi Baala         | 3 min 32 s 31      |
| 3    | Ukraine  | Ivan Heshko         | 3 min 33 s 17      |
| 4    | Kenya    | Paul Korir          | 3 min 33 s 47      |
| 5    | Portugal | Rui Silva           | 3 min 33 s 68      |
| 6    | Espagne  | Reyes Estévez       | 3 min 33 s 84      |
| 7    | Pays-Bas | Gert-Jan Liefers    | 3 min 33 s 99 (SB) |
| 8    | Russie   | Vyacheslav Shabunin | 3 min 34 s 37      |

| Rang | Pays        | Athlète              | Temps              |
| ---- | ----------- | -------------------- | ------------------ |
| 1    | Russie      | Tatyana Tomashova    | 3 min 58 s 52 (CR) |
| 2    | Turquie     | Süreyya Ayhan        | 3 min 59 s 04      |
| 3    | Royaume-Uni | Hayley Tullett       | 3 min 59 s 95 (PB) |
| 4    | Russie      | Yekaterina Rozenberg | 4 min 00 s 59      |
| 5    | Kenya       | Jackline Maranga     | 4 min 01 s 64 (SB) |
| 6    | Kenya       | Naomi Mugo           | 4 min 02 s 33 (SB) |
| 7    | Bulgarie    | Daniela Yordanova    | 4 min 02 s 34 (SB) |
| 8    | Russie      | Yelena Zadorozhnaya  | 4 min 02 s 46      |

## 5 000 m
| Rang | Pays     | Athlète                     | Temps               |
| ---- | -------- | --------------------------- | ------------------- |
| 1    | Kenya    | Eliud Kipchoge              | 12 min 52 s 79 (CR) |
| 2    | Maroc    | Hicham El Guerrouj          | 12 min 52 s 83      |
| 3    | Éthiopie | Kenenisa Bekele             | 12 min 53 s 12      |
| 4    | Kenya    | John Kibowen                | 12 min 54 s 07 (PB) |
| 5    | Kenya    | Abraham Chebii              | 12 min 57 s 74      |
| 6    | Éthiopie | Gebre-egziabher Gebremariam | 12 min 58 s 08 (PB) |
| 7    | Kenya    | Richard Limo                | 13 min 01 s 13 (SB) |
| 8    | Érythrée | Zersenay Tadesse            | 13 min 05 s 57 (NR) |

| Rang | Pays     | Athlète             | Temps               |
| ---- | -------- | ------------------- | ------------------- |
| 1    | Éthiopie | Tirunesh Dibaba     | 14 min 51 s 72      |
| 2    | Espagne  | Marta Domínguez     | 14 min 52 s 26      |
| 3    | Kenya    | Edith Masai         | 14 min 52 s 30      |
| 4    | Russie   | Yelena Zadorozhnaya | 14 min 52 s 36      |
| 5    | Turquie  | Elvan Abeylegesse   | 14 min 53 s 56 (PB) |
| 6    | Kenya    | Isabella Ochichi    | 14 min 54 s 08      |
| 7    | Russie   | Gulnara Samitova    | 14 min 54 s 38 (PB) |
| 8    | Canada   | Courtney Babcock    | 14 min 54 s 98 (NR) |

## 10 000 m
| Rang | Pays     | Athlète               | Temps               |
| ---- | -------- | --------------------- | ------------------- |
| 1    | Éthiopie | Kenenisa Bekele       | 26 min 49 s 57 (CR) |
| 2    | Éthiopie | Haile Gebrselassie    | 26 min 50 s 77 (SB) |
| 3    | Éthiopie | Sileshi Sihine        | 27 min 01 s 44      |
| 4    | Qatar    | Ahmad Hassan Abdullah | 27 min 18 s 28 (AR) |
| 5    | Kenya    | John Cheruiyot Korir  | 27 min 19 s 94 (SB) |
| 6    | Kenya    | Wilberforce Talel     | 27 min 33 s 60 (PB) |
| 7    | Kenya    | Charles Kamathi       | 27 min 45 s 05      |
| 8    | Pays-Bas | Kamiel Maase          | 27 min 45 s 46 (SB) |

| Rang | Pays      | Athlète           | Temps                |
| ---- | --------- | ----------------- | -------------------- |
| 1    | Éthiopie  | Berhane Adere     | 30 min 04 s 18 (CR)  |
| 2    | Éthiopie  | Werknesh Kidane   | 30 min 07 s 15 (PB)  |
| 3    | Chine     | Sun Yingjie       | 30 min 07 s 20 (PB)  |
| 4    | Pays-Bas  | Lornah Kiplagat   | 30 min 12 s 53 (NR)  |
| 5    | Russie    | Alla Zhilyaeva    | 30 min 23 s 07 (NR)  |
| 6    | Russie    | Galina Bogomolova | 30 min 26 s 20 (PB)  |
| 7    | Chine     | Xing Huina        | 30 min 31 s 55 (WJR) |
| 8    | Australie | Benita Johnson    | 30 min 37 s 68 (AR)  |

## Marathon
| Rang | Pays           | Athlète         | Temps                |
| ---- | -------------- | --------------- | -------------------- |
| 1    | Maroc          | Jaouad Gharib   | 2 h 08 min 31 s (CR) |
| 2    | Espagne        | Julio Rey       | 2 h 08 min 38 s      |
| 3    | Italie         | Stefano Baldini | 2 h 09 min 14 s      |
| 4    | Portugal       | Alberto Chaíça  | 2 h 09 min 25 s (PB) |
| 5    | Japon          | Shigeru Aburaya | 2 h 09 min 26 s (SB) |
| 6    | Italie         | Daniele Caimmi  | 2 h 09 min 29 s (SB) |
| 7    | Afrique du Sud | Ian Syster      | 2 h 10 min 17 s      |
| 8    | Kenya          | Mike Rotich     | 2 h 10 min 35 s      |

| Rang | Pays                 | Athlète           | Temps                |
| ---- | -------------------- | ----------------- | -------------------- |
| 1    | Kenya                | Catherine Ndereba | 2 h 23 min 55 s (CR) |
| 2    | Japon                | Mizuki Noguchi    | 2 h 24 min 14 s      |
| 3    | Japon                | Masako Chiba      | 2 h 25 min 09 s      |
| 4    | Japon                | Naoko Sakamoto    | 2 h 25 min 25 s      |
| 5    | Corée du Nord        | Bong-Sil Ham      | 2 h 25 min 31 s (NR) |
| 6    | Éthiopie             | Elfenesh Alemu    | 2 h 26 min 29 s      |
| 7    | Kenya                | Joyce Chepchumba  | 2 h 26 min 33 s (SB) |
| 8    | Serbie-et-Monténégro | Olivera Jevtic    | 2 h 26 min 49 s      |

## 20 km marche
| Rang | Pays        | Athlète                    | Temps                 |
| ---- | ----------- | -------------------------- | --------------------- |
| 1    | Équateur    | Jefferson Pérez            | 1 h 17 min 21 s (WBP) |
| 2    | Espagne     | Francisco Javier Fernández | 1 h 18 min 00 s (SB)  |
| 3    | Russie      | Roman Rasskazov            | 1 h 18 min 07 s (SB)  |
| 4    | Mexique     | Noé Hernández              | 1 h 18 min 14 s (PB)  |
| 5    | Australie   | Luke Adams                 | 1 h 19 min 35 s (PB)  |
| 6    | Biélorussie | Ivan Trotskiy              | 1 h 19 min 40 s (PB)  |
| 7    | Espagne     | David Márquez              | 1 h 19 min 46 s (PB)  |
| 8    | Russie      | Ilya Markov                | 1 h 20 min 14 s       |

| Rang | Pays        | Athlète                      | Temps                |
| ---- | ----------- | ---------------------------- | -------------------- |
| 1    | Russie      | Yelena Nikolayeva            | 1 h 26 min 52 s (CR) |
| 2    | Irlande     | Gillian O'Sullivan           | 1 h 27 min 34 s      |
| 3    | Biélorussie | Valentina Tsybulskaya        | 1 h 28 min 10 s (NR) |
| 4    | Russie      | Tatyana Gudkova (athlétisme) | 1 h 28 min 53 s      |
| 5    | Roumanie    | Claudia Stef                 | 1 h 29 min 09 s (PB) |
| 6    | Italie      | Rossella Giordano            | 1 h 29 min 14 s (SB) |
| 7    | Grèce       | Athanasía Tsoumeléka         | 1 h 29 min 34 s (NR) |
| 8    | Allemagne   | Melanie Seeger               | 1 h 29 min 44 s (NR) |

## 50 km marche
| Rang | Pays      | Athlète             | Temps                 |
| ---- | --------- | ------------------- | --------------------- |
| 1    | Pologne   | Robert Korzeniowski | 3 h 36 min 03 s (WBP) |
| 2    | Russie    | German Skurygin     | 3 h 36 min 42 s (NR)  |
| 3    | Allemagne | Andreas Erm         | 3 h 37 min 46 s (NR)  |
| 4    | Russie    | Aleksey Voyevodin   | 3 h 38 min 01 s (PB)  |
| 5    | Russie    | Denis Nizhegorodov  | 3 h 38 min 23 s (PB)  |
| 6    | Espagne   | Jesús Angel García  | 3 h 43 min 56 s (SB)  |
| 7    | Pologne   | Roman Magdziarczyk  | 3 h 44 min 53 s (PB)  |
| 8    | Norvège   | Trond Nymark        | 3 h 46 min 14 s (PB)  |

## 110 m haies/100 m haies
| Rang | Pays       | Athlète               | Temps        |
| ---- | ---------- | --------------------- | ------------ |
| 1    | États-Unis | Allen Johnson         | 13 s 12      |
| 2    | États-Unis | Terrence Trammell     | 13 s 20 (SB) |
| 3    | Chine      | Liu Xiang             | 13 s 23      |
| 4    | États-Unis | Larry Wade            | 13 s 34      |
| 5    | Brésil     | Márcio Simão de Souza | 13 s 48      |
| 6    | Chine      | Shi Dongpeng          | 13 s 55      |
| 7    | Cuba       | Yoel Hernández        | 13 s 57      |
| 8    | États-Unis | Chris Phillips        | DQ           |

| Rang | Pays       | Athlète                | Temps        |
| ---- | ---------- | ---------------------- | ------------ |
| 1    | Canada     | Perdita Felicien       | 12 s 53 (NR) |
| 2    | Jamaïque   | Brigitte Foster-Hylton | 12 s 57      |
| 3    | États-Unis | Miesha McKelvy-Jones   | 12 s 67      |
| 4    | Espagne    | Glory Alozie           | 12 s 75      |
| 5    | Pologne    | Aurelia Trywianska     | 12 s 75      |
| 6    | États-Unis | Jenny Adams            | 12 s 77      |
| 7    | France     | Patricia Girard-Léno   | 12 s 83      |
| 8    | Jamaïque   | Lacena Golding-Clarke  | 12 s 87      |

## 400 m haies
| Rang | Pays                   | Athlète               | Performance   |
| ---- | ---------------------- | --------------------- | ------------- |
| 1    | République dominicaine | Felix Sánchez         | 47 s 25 (WL)  |
| 2    | États-Unis             | Joey Woody            | 48 s 18 (SB)  |
| 3    | Grèce                  | Periklís Iakovákis    | 48 s 24       |
| 4    | Jamaïque               | Danny McFarlane       | 48 s 30 (PB)  |
| 5    | Jamaïque               | Kemel Thompson        | 48 s 51       |
| 6    | Royaume-Uni            | Christopher Rawlinson | 48 s 90       |
| 7    | Qatar                  | Mubarak Faraj Al-Nubi | 52 s 64       |
| 8    | Afrique du Sud         | Llewellyn Herbert     | 1 min 12 s 10 |

| Rang | Pays           | Athlète                     | Performance  |
| ---- | -------------- | --------------------------- | ------------ |
| 1    | Australie      | Jana Pittman                | 53 s 22 (PB) |
| 2    | États-Unis     | Sandra Glover               | 53 s 65 (SB) |
| 3    | Russie         | Yuliya Pechonkina           | 53 s 71      |
| 4    | Roumanie       | Ionela Tirlea-Manolache     | 54 s 41      |
| 5    | Ukraine        | Tetyana Tereshchuk-Antypova | 54 s 61      |
| 6    | Barbade        | Andrea Blackett             | 54 s 79 (SB) |
| 7    | Allemagne      | Heike Meissner              | 55 s 60      |
| 8    | Afrique du Sud | Surita Febbraio             | 55 s 90      |

## 3 000 m steeple
| Rang | Pays     | Athlète             | Temps              |
| ---- | -------- | ------------------- | ------------------ |
| 1    | Qatar    | Saif Saaeed Shaheen | 8 min 04 s 39      |
| 2    | Kenya    | Ezekiel Kemboi      | 8 min 05 s 11      |
| 3    | Espagne  | Eliseo Martín       | 8 min 09 s 09 (PB) |
| 4    | France   | Bouabdellah Tahri   | 8 min 10 s 65      |
| 5    | Kenya    | Abraham Cherono     | 8 min 13 s 37      |
| 6    | Espagne  | Luis Miguel Martín  | 8 min 13 s 52 (SB) |
| 7    | Pays-Bas | Simon Vroemen       | 8 min 13 s 71 (SB) |
| 8    | Espagne  | José Luis Blanco    | 8 min 17 s 16      |

## 4 × 100 m relais
| Rang | Pays        | Athlètes                                                                   | Temps        |
| ---- | ----------- | -------------------------------------------------------------------------- | ------------ |
| 1    | États-Unis  | John Capel Bernard Williams Darvis Patton Joshua J. Johnson                | 38 s 06      |
| 2    | Brésil      | Vicente de Lima Edson Luciano Ribeiro André Domingos Claudio Roberto Souza | 38 s 26 (SB) |
| 3    | Pays-Bas    | Timothy Beck Troy Douglas Patrick van Balkom Caimin Douglas                | 38 s 87      |
| 4    | Nigeria     | Olusoji Fasuba Uchenna Emedolu Musa Deji Deji Aliu                         | 38 s 89      |
| 5    | Pologne     | Piotr Balcerzak Łukasz Chyła Marcin Nowak Marcin Urbas                     | 38 s 96      |
| 6    | Japon       | Hiroyasu Tsuchie Hisashi Miyazaki Ryo Matsuda Nobuharu Asahara             | 39 s 05      |
|      | Royaume-Uni | Christian Malcolm Darren Campbell Marlon Devonish Dwain Chambers           | DQ           |
|      | Jamaïque    | Ricardo Williams Dwight Thomas Michael Frater Asafa Powell                 | DNF          |

| Rang | Pays        | Athlètes                                                                      | Performance  |
| ---- | ----------- | ----------------------------------------------------------------------------- | ------------ |
| 1    | France      | Patricia Girard-Léno Muriel Hurtis Sylviane Félix Christine Arron             | 41 s 78 (WL) |
| 2    | États-Unis  | Angela Williams Chryste Gaines Inger Miller Torri Edwards                     | 41 s 83      |
| 3    | Russie      | Olga Fedorova Yuliya Tabakova Marina Kislova Larisa Kruglova                  | 42 s 66      |
| 4    | Ukraine     | Tetyana Tkalich Anzhela Kravchenko Olena Pastushenko-Sinyavina Oksana Kaydash | 43 s 07      |
| 5    | Allemagne   | Melanie Paschke Marion Wagner Sandra Möller Katja Wakan                       | 43 s 27      |
| 6    | Belgique    | Katleen De Caluwé Audry Rochtus Élodie Ouédraogo Kim Gevaert                  | 43 s 45      |
| 7    | Biélorussie | Yulia Nesterenko Oksana Dragun Alena Nevmerzhitskaya Natalya Safronnikova     | 43 s 47      |
| 8    | Jamaïque    | Vonette Dixon Elva Goulbourne Beverly McDonald Brigitte Foster-Hylton         | DNF          |

## 4 × 400 m relais
| Rang | Pays        | Athlètes                                                                   | Temps              |
| ---- | ----------- | -------------------------------------------------------------------------- | ------------------ |
| 1    | France      | Leslie Djhone Naman Keita Stéphane Diagana Marc Raquil                     | 2 min 58 s 96 (NR) |
| 2    | Jamaïque    | Brandon Simpson Danny McFarlane Davian Clarke Michael Blackwood            | 2 min 59 s 60 (SB) |
| 3    | Bahamas     | Avard Moncur Dennis Darling Nathaniel McKinney Chris Brown                 | 3 min 00 s 53 (SB) |
| 4    | Royaume-Uni | Ian Mackie Sean Baldock Christopher Rawlinson Daniel Caines                | 3 min 01 s 00 (SB) |
| 5    | Espagne     | Eduardo Iván Rodríguez David Canal Salvador Rodríguez Antonio Manuel Reina | 3 min 02 s 50      |
| 6    | Grèce       | Stilianós Dimótsios Anastásios Goúsis Panayiótis Sarrís Periklís Iakovákis | 3 min 02 s 56      |
| 7    | Japon       | Yuki Yamaguchi Takahiko Yamamura Kenji Tabata Mitsuhiro Sato               | 3 min 03 s 15      |
|      | États-Unis  | Calvin Harrison Tyree Washington Derrick Brew Jerome Young                 | DQ                 |

| Rang | Pays        | Athlètes                                                                  | Temps              |
| ---- | ----------- | ------------------------------------------------------------------------- | ------------------ |
| 1    | États-Unis  | Me'Lisa Barber Demetria Washington Jearl Miles Clark Sanya Richards       | 3 min 22 s 63 (WL) |
| 2    | Russie      | Olesya Zykina Yuliya Pechonkina Anastasiya Kapachinskaya Natalya Nazarova | 3 min 22 s 91 (SB) |
| 3    | Jamaïque    | Sandie Richards Allison Beckford Ronetta Smith Lorraine Fenton            | 3 min 22 s 92 (SB) |
| 4    | Allemagne   | Claudia Marx Birgit Rockmeier Claudia Hoffmann Grit Breuer                | 3 min 26 s 25 (SB) |
| 5    | Pologne     | Monika Bejnar Malgorzata Pskit Anna Jesien Grazyna Prokopek               | 3 min 26 s 64 (SB) |
| 6    | Royaume-Uni | Lee McConnell Jennifer Meadows Catherine Murphy Tasha Danvers-Smith       | 3 min 26 s 67      |
| 7    | Cameroun    | Mireille Nguimgo Carole Kaboud Mebam Delphine Atangana Hortense Bewouda   | 3 min 27 s 08 (NR) |
| 8    | Sénégal     | Fatou Bintou Fall Mame Tacko Diouf Aminata Diouf Amy Mbacke Thiam         | DQ                 |

## Saut en hauteur
| Rang | Pays           | Athlète            | Hauteur     |
| ---- | -------------- | ------------------ | ----------- |
| 1    | Afrique du Sud | Jacques Freitag    | 2,35 m (SB) |
| 2    | Suède          | Stefan Holm        | 2,32 m      |
| 3    | Canada         | Mark Boswell       | 2,32 m (SB) |
| 4    | Russie         | Mikhail Tsvetkov   | 2,29 m      |
| 5    | Jamaïque       | Germaine Mason     | 2,29 m      |
| 6    | Pologne        | Grzegorz Sposób    | 2,29 m      |
| 7    | États-Unis     | Jamie Nieto        | 2,29 m      |
| 8    | Ukraine        | Andriy Sokolovskyy | 2,29 m      |

| Rang | Pays                   | Athlète                | Hauteur     |
| ---- | ---------------------- | ---------------------- | ----------- |
| 1    | Afrique du Sud         | Hestrie Cloete         | 2,06 m (WL) |
| 2    | Russie                 | Marina Kuptsova        | 2,00 m      |
| 3    | Suède                  | Kajsa Bergqvist        | 2,00 m      |
| 4    | Bulgarie               | Venelina Veneva        | 1,98 m (SB) |
| 5    | Ukraine                | Vita Palamar           | 1,95 m      |
| 6    | Russie                 | Anna Tchitcherova      | 1,95 m      |
| 7    | Croatie                | Blanka Vlašić          | 1,95 m      |
| 8    | République dominicaine | Juana Rosario Arrendel | 1,95 m (SB) |

## Saut en longueur
| Rang | Pays            | Athlète                | Distance    |
| ---- | --------------- | ---------------------- | ----------- |
| 1    | États-Unis      | Dwight Phillips        | 8,32 m      |
| 2    | Jamaïque        | James Beckford         | 8,28 m (SB) |
| 3    | Espagne         | Yago Lamela            | 8,22 m      |
| 4    | Ghana           | Ignisious Gaisah       | 8,13 m      |
| 5    | Arabie saoudite | Hussein Taher Al-Sabee | 8,10 m      |
| 6    | Ukraine         | Volodymyr Zyuskov      | 8,08 m      |
| 7    | États-Unis      | Walter Davis           | 8,02 m      |
| 8    | Bahamas         | Osbourne Moxey         | 7,93 m      |

| Rang | Pays        | Athlète           | Distance    |
| ---- | ----------- | ----------------- | ----------- |
| 1    | France      | Eunice Barber     | 6,99 m (SB) |
| 2    | Russie      | Tatyana Kotova    | 6,74 m      |
| 3    | Inde        | Anju Bobby George | 6,70 m (SB) |
| 4    | Royaume-Uni | Jade Johnson      | 6,63 m      |
| 5    | Russie      | Olga Rublyova     | 6,58 m      |
| 6    | Hongrie     | Tünde Vaszi       | 6,53 m      |
| 7    | Australie   | Bronwyn Thompson  | 6,48 m      |
| 8    | États-Unis  | Grace Upshaw      | 6,47 m      |

## Saut à la perche
| Rang | Pays           | Athlète             | Hauteur     |
| ---- | -------------- | ------------------- | ----------- |
| 1    | Italie         | Giuseppe Gibilisco  | 5,90 m (NR) |
| 2    | Afrique du Sud | Okkert Brits        | 5,85 m (SB) |
| 3    | Suède          | Patrik Kristiansson | 5,85 m (PB) |
| 4    | Australie      | Dmitri Markov       | 5,85 m      |
| 5    | Allemagne      | Tim Lobinger        | 5,80 m      |
| 6    | États-Unis     | Timothy Mack        | 5,70 m      |
| 6    | États-Unis     | Derek Miles         | 5,70 m      |
| 6    | Ukraine        | Denys Yurchenko     | 5,70 m (SB) |

| Rang | Pays       | Athlète            | Hauteur     |
| ---- | ---------- | ------------------ | ----------- |
| 1    | Russie     | Svetlana Feofanova | 4,75 m (CR) |
| 2    | Allemagne  | Annika Becker      | 4,70 m (SB) |
| 3    | Russie     | Yelena Isinbayeva  | 4,65 m      |
| 4    | Pologne    | Monika Pyrek       | 4,55 m      |
| 4    | États-Unis | Stacy Dragila      | 4,55 m      |
| 6    | Allemagne  | Yvonne Buschbaum   | 4,50 m      |
| 7    | Pologne    | Anna Rogowska      | 4,45 m (PB) |
| 8    | Russie     | Yelena Belyakova   | 4,45 m      |

## Triple saut
| Rang | Pays       | Athlète            | Distance     |
| ---- | ---------- | ------------------ | ------------ |
| 1    | Suède      | Christian Olsson   | 17,72 m      |
| 2    | Cuba       | Yoandri Betanzos   | 17,28 m (SB) |
| 3    | Bahamas    | Leevan Sands       | 17,26 m      |
| 4    | Cuba       | Arnie David Giralt | 17,23 m      |
| 5    | Brésil     | Jadel Gregório     | 17,11 m (SB) |
| 6    | États-Unis | Kenta Bell         | 17,08 m      |
| 7    | Grèce      | Hrístos Melétoglou | 16,92 m (SB) |
| 8    | Ghana      | Andrew Owusu       | 16,86 m      |

| Rang | Pays     | Athlète                | Distance     |
| ---- | -------- | ---------------------- | ------------ |
| 1    | Russie   | Tatyana Lebedeva       | 15,18 m (SB) |
| 2    | Cameroun | Françoise Mbango Etone | 15,05 m (AR) |
| 3    | Italie   | Magdelin Martinez      | 14,90 m (NR) |
| 4    | Russie   | Anna Pyatykh           | 14,72 m      |
| 5    | Cuba     | Mabel Gay              | 14,52 m (PB) |
| 6    | Italie   | Barbara Lah            | 14,38 m (PB) |
| 7    | Ukraine  | Olena Hovorova         | 14,38 m      |
| 8    | Grèce    | Chrysopiyí Devetzí     | 14,34 m (PB) |

## Lancer du javelot
| Rang | Pays      | Athlète           | Distance |
| ---- | --------- | ----------------- | -------- |
| 1    | Russie    | Sergueï Makarov   | 85,44 m  |
| 2    | Estonie   | Andrus Värnik     | 85,17 m  |
| 3    | Allemagne | Boris Henry       | 84,74 m  |
| 4    | Tchéquie  | Jan Železný       | 84,09 m  |
| 5    | Finlande  | Aki Parviainen    | 83,05 m  |
| 6    | Allemagne | Christian Nicolay | 81,77 m  |
| 7    | Tchéquie  | Miroslav Guzdek   | 81,40 m  |
| 8    | Allemagne | Peter Blank       | 80,34 m  |

| Rang | Pays      | Athlète            | Distance     |
| ---- | --------- | ------------------ | ------------ |
| 1    | Grèce     | Miréla Manjani     | 66,52 m (WL) |
| 2    | Russie    | Tatyana Shikolenko | 63,28 m      |
| 3    | Allemagne | Steffi Nerius      | 62,70 m      |
| 4    | Finlande  | Mikaela Ingberg    | 62,20 m      |
| 5    | Cuba      | Osleidys Menéndez  | 62,19 m      |
| 6    | Cuba      | Sonia Bisset       | 60,17 m      |
| 7    | Italie    | Claudia Coslovich  | 59,64 m      |
| 8    | Bahamas   | Laverne Eve        | 59,60 m      |

## Lancer du disque
| Rang | Pays           | Athlète            | Distance     |
| ---- | -------------- | ------------------ | ------------ |
| 1    | Lituanie       | Virgilijus Alekna  | 69,69 m (SB) |
| 2    | Hongrie        | Róbert Fazekas     | 69,01 m      |
| 3    | Biélorussie    | Vasily Kaptyukh    | 66,51 m (SB) |
| 4    | Allemagne      | Lars Riedel        | 66,28 m      |
| 5    | Allemagne      | Michael Möllenbeck | 66,23 m      |
| 6    | Afrique du Sud | Frantz Kruger      | 65,26 m      |
| 7    | Estonie        | Aleksander Tammert | 64,50 m      |
| 8    | Espagne        | Mario Pestano      | 64,39 m      |

| Rang | Pays        | Athlète                   | Distance     |
| ---- | ----------- | ------------------------- | ------------ |
| 1    | Biélorussie | Iryna Yatchenko           | 67,32 m (SB) |
| 2    | Grèce       | Anastasía Kelesídou       | 67,14 m (SB) |
| 3    | Grèce       | Ekateríni Vóngoli         | 66,73 m (PB) |
| 4    | Ukraine     | Olena Antonova            | 65,90 m (SB) |
| 5    | Tchéquie    | Vera Pospíšilová-Cechlová | 65,55 m      |
| 6    | Russie      | Natalya Sadova            | 65,22 m      |
| 7    | Chine       | Song Aimin                | 63,84 m      |
| 8    | Suède       | Anna Söderberg            | 61,61 m (SB) |

## Lancer du poids
| Rang | Pays        | Athlète           | Distance     |
| ---- | ----------- | ----------------- | ------------ |
| 1    | Biélorussie | Andrei Mikhnevich | 21,69 m (PB) |
| 2    | États-Unis  | Adam Nelson       | 21,26 m      |
| 3    | Ukraine     | Yuriy Bilonoh     | 21,10 m      |
| 4    | Australie   | Justin Anlezark   | 20,61 m      |
| 5    | Allemagne   | Ralf Bartels      | 20,50 m      |
| 6    | Finlande    | Tepa Reinikainen  | 20,45 m      |
| 7    | Finlande    | Ville Tiisanoja   | 20,09 m      |
| 8    | États-Unis  | John Godina       | 19,84 m      |

| Rang | Pays             | Athlète             | Distance     |
| ---- | ---------------- | ------------------- | ------------ |
| 1    | Russie           | Svetlana Krivelyova | 20,63 m      |
| 2    | Biélorussie      | Nadezhda Ostapchuk  | 20,12 m (PB) |
| 3    | Ukraine          | Vita Pavlysh        | 20,08 m (SB) |
| 4    | Russie           | Irina Korzhanenko   | 19,17 m      |
| 5    | Nouvelle-Zélande | Valerie Vili        | 18,65 m      |
| 6    | Pologne          | Krystyna Zabawska   | 18,62 m      |
| 7    | Allemagne        | Nadine Kleinert     | 18,48 m      |
| 8    | Italie           | Assunta Legnante    | 18,28 m      |

## Lancer du marteau
| Rang | Pays        | Athlète                  | Distance |
| ---- | ----------- | ------------------------ | -------- |
| 1    | Biélorussie | Ivan Tikhon              | 83,05 m  |
| 2    | Hongrie     | Adrián Annus             | 80,36 m  |
| 3    | Japon       | Koji Murofushi           | 80,12 m  |
| 4    | Ukraine     | Andriy Skvaruk           | 79,68 m  |
| 5    | Slovénie    | Primož Kozmus            | 79,68 m  |
| 6    | Russie      | Ilya Konovalov           | 78,55 m  |
| 7    | Biélorussie | Vadim Devyatovskiy       | 78,13 m  |
| 8    | Grèce       | Aléxandros Papadimitríou | 77,79 m  |

| Rang | Pays       | Athlète            | Distance     |
| ---- | ---------- | ------------------ | ------------ |
| 1    | Cuba       | Yipsi Moreno       | 73,33 m      |
| 2    | Russie     | Olga Kuzenkova     | 71,71 m      |
| 3    | France     | Manuela Montebrun  | 70,92 m      |
| 4    | Chine      | Gu Yuan            | 70,77 m (SB) |
| 5    | Allemagne  | Susanne Keil       | 69,43 m      |
| 6    | Roumanie   | Mihaela Melinte    | 68,69 m      |
| 7    | États-Unis | Anna Mahon         | 68,45 m      |
| 8    | Pologne    | Kamila Skolimowska | 68,39 m      |

## Décathlon/Heptathlon
| Rang | Pays       | Athlète        | Points         |
| ---- | ---------- | -------------- | -------------- |
| 1    | États-Unis | Tom Pappas     | 8 750 pts      |
| 2    | Tchéquie   | Roman Šebrle   | 8 634 pts      |
| 3    | Kazakhstan | Dmitriy Karpov | 8 374 pts (NR) |
| 4    | Tchéquie   | Tomáš Dvořák   | 8 242 pts      |
| 5    | France     | Laurent Hernu  | 8 218 pts      |
| 6    | Russie     | Lev Lobodin    | 8 198 pts      |
| 7    | Chine      | Qi Haifeng     | 8 126 pts (NR) |
| 8    | Allemagne  | André Niklaus  | 8 020 pts      |

| Rang | Pays        | Athlète              | Points             |
| ---- | ----------- | -------------------- | ------------------ |
| 1    | Suède       | Carolina Klüft       | 7 001 pts (WL, NR) |
| 2    | France      | Eunice Barber        | 6 755 pts (SB)     |
| 3    | Biélorussie | Natallia Sazanovich  | 6 524 pts (SB)     |
| 4    | Russie      | Yelena Prokhorova    | 6 452 pts          |
| 5    | Royaume-Uni | Denise Lewis         | 6 254 pts          |
| 6    | Italie      | Gertrud Bacher       | 6 166 pts          |
| 7    | Estonie     | Larisa Netseporuk    | 6 154 pts          |
| 8    | Allemagne   | Sonja Kesselschläger | 6 134 pts          |

## Légende
Records et Performances
- AR : Record continental (area record)
- CR : Record des championnats (championship record)
- MR : Record du meeting (meet record)
- NR : Record national (national record)
- OR : Record olympique (olympic record)
- PR : Record paralympique (paralympic record)
- PB : Record personnel (personal best)
- SB : Meilleure performance personnelle de la saison (season's best)
- WL : Meilleure performance mondiale de l'année (world leader)
- WJR : Record du monde junior (world junior record)
- WR : Record du monde (world record)

Circonstances et Conditions
- DNF : N'a pas terminé (did not finish)
- DNS : N'a pas pris le départ (did not start)
- DQ : Disqualification (disqualification)
- NM : Aucun essai valable enregistré (No Mark)
- Q : Qualifié « directement » au prochain tour (ou à la prochaine compétition), lors d'une compétition majeure, grâce au classement ou à la réalisation des minima (automatic qualifier)
- q : Qualifié au prochain tour (ou à la prochaine compétition), lors d'une compétition majeure, grâce au repêchage ou à la réalisation de l'une des meilleures performances parmi celles des « non qualifiés directement » (grâce au meilleur temps ou à la meilleure distance par exemple) (secondary qualifier)